# Міжнародна премія О. Яблонського
Міжнародна премія О. Яблонського (Польща)
Відзнака заснована 1998 року на честь польського вченого Олександра Яблонського (народився в Україні, 1898 – Торунь, Польща, 1980). Він увійшов до історії світової науки як “батько флуоресцентної спектроскопії”. Рішення було прийнято на конференції в Торунському університеті, де зібралися понад 200 науковців з 28 країн, під час урочистостей з нагоди 100-річчя видатного фізика.